# Le Mime Marcel Marceau
 (mai 2019).
Si vous disposez d'ouvrages ou d'articles de référence ou si vous connaissez des sites web de qualité traitant du thème abordé ici, merci de compléter l'article en donnant les références utiles à sa vérifiabilité et en les liant à la section « Notes et références ».
Pour plus de détails, voir Fiche technique et Distribution.
Le Mime Marcel Marceau est un moyen métrage français réalisé par Dominique Delouche en 1964, sorti en France en 1964 et en DVD en 2017.

## Synopsis
Film en 12 tableaux : 
1. "Bip, piéton de Paris" : De Montmartre à la Place de la Concorde, le promenade espiègle de Bip dans Paris /
2. "In a Silent Way, exercices" : Marcel Marceau s'entraîne à la pratique de son art /
3. "La Cage" : Un homme se retrouve prisonnier d'une cage invisible /
4. "Lignage et filiations" et
5. "...cousinage et parentèles : le mime Marceau rend hommage à ses glorieux prédécesseurs /
6. "La création du monde" : la création du monde évoquée par le mime /
7. "La Bonne Nouvelle" : Jésus et son message évoqués par l'art du mime /
8. "Les 7 péchés capitaux" : Les 7 péchés capitaux évoqués par la graphisme et le mime /
9. "Bip et le marchand de masques" : dans une fête foraine, Bip achète un masque ricanant, dont il ne parvient pas à se défaire /
10. "L'école du mime" : Marcel Marceau donne des cours de mime à ses élèves /
11. "Don Juan, mimodrame" : Sans maquillage blanc ni tenue de clown, Marcel Marceau joue le rôle (muet) de Don Juan au théâtre /
12. "Bip For Ever" : sa promenade dans Paris achevée, Bip s'en retourne.

## Fiche technique
- Titre : Le Mime Marcel Marceau
- Réalisation : Dominique Delouche, et pour le prologue (coupé au montage de 2017), Christian Gaudin
- Scénario : Dominique Delouche (film), Marcel Marceau (saynètes)
- Directeur de la photographie : Andréas Winding
- Cameraman : Jean-Paul Schwartz
- Assistant opérateur : William Lubtchansky
- Décors : Roger Harth
- Son : Fred Kirikoff / Illustrateur sonore : James Madelon
- Musique : Jean-Michel Damase, Jean Prodromidès et, pour la musique concrète, Bernard Parmegiani
- Montage : Maryse Siclier
- Automates fournis par : Jacques Damiot
- Régie générale : Paule Pastier
- Producteur délégué : Jean Huet / Producteur exécutif : Pierre Jourdan
- Production : Les films Racine, Les Films Jacques Leitienne, Ora Films, Les films du Valois
- Secrétaire de production : Gilles Schneider
- Attaché de presse (DVD) : Stéphane Ribola
- Laboratoire : Eclair (d'origine), Hiventy (restauration 2k, 2017)
- Société de distribution : Doriane Films  (DVD)
- Pays de production :  France
- Durée : 51 minutes
- Format : couleurs— 35 mm — son Mono
- Visa d'exploitation no 30054 (tous publics)
- Date de sortie :
  - France : 27 novembre 2017 en DVD

## Distribution
- Marcel Marceau : Bip, et divers personnages
- Pierre Verry[2]
- Pierre Byland
- Simone Kosta : elle-même, élève de Marcel Marceau
- François Bocquet, lui-même, élève de Marcel Marceau
- Edith Mag
- Gérard Le Breton
- Elzbieta Jarosszewicz

et, dans une séquence d'archives de 2017 : Michael Jackson : lui-même, rendant hommage au mime Marceau au musée Grévin en 1997.

## Lieux de tournage
- Le film a été tourné en intérieurs aux Studios d'Épinay et en extérieurs à Paris (Butte Montmartre, Place de la Contrescarpe, Place de la Concorde, Musée Grévin, Théâtre de l'Ambigu, Théâtre de la Renaissance) ainsi qu'à Versailles (séquence de la fête foraine).

## À noter
- Tourné et monté en 1964, le film ne fut jamais présenté ni exploité par suite d'un différend entre Dominique Delouche et ses producteurs. En 2015, le réalisateur intenta un procès pour restitution de droits à l'auteur pour carence de producteurs. Le procès gagné, il a fallu ensuite reconstituer le film disséminé dans plusieurs laboratoires. Il est enfin sorti en DVD chez Doriane Films en 2017.